# شيآن إم إيه 60
شيآن إم إيه60 (بالإنجليزية: Xian MA60) (新舟60، Xīnzhōu liùshí، "Modern Ark 60")، هي طائرة رحلات تدفع بمحركات مروحية توربينيه، تنتج في الصين من قبل شركة شيآن لصناعة الطائرات (Xi'an Aircraft Industrial Corporation) تحت شركة صناعة الطيران الصينية (AVIC). و«إم إيه 60» هي النسخة الممددة من شيآن واي7-200إيه (Y7-200A)،  والتي أنتجت استناداً وعلى أساس أنتونوف أن-24 للعمل في الظروف الوعرة والصعبة مع دعم أرضي محدود ولديها قدرة إقلاع وهبوط من مدرجات قصيرة (STOL).

## مواصفات (MA60)
البيانات من Jane's All The World's Aircraft 2003–2004
الخصائص العامة
- الطاقم: 2
- السعة: 60 passengers
- الطول: 24.71 m (81 ft 0¾ in)
- باع الجناح: 29.20 m (95 ft 9½ in)
- الارتفاع: 8.86 m (29 ft 0½ in)
- مساحة الجناح : 75.0 m² (807 ft²)
- الوزن فارغة: 13,700 kg (30,203 lb)
- وزن الإقلاع الأقصى: 21,800 kg (48,060 lb)
- محرك الطائرة: 2 × Pratt & Whitney Canada PW127J محرك مروحة عنفية, 2,051 kW (2,750 shp)  الواحد

الأداء
- السرعة القصوى: 514 km/h (278 knots, 319 mph)
- سرعة العبور: 430 km/h (232 knots, 267 mph) (econ cruise speed)
- مدى (طائرة): 1,600 km (864 nmi, 994 mi)
- سقف الخدمة: 7,620 m (25,000 ft)

## وصلات خارجية
- MA60 Homepage
- MA60 aircraft promotion videos and intro نسخة محفوظة 22 سبتمبر 2012 على موقع واي باك مشين.
- China Economic net article
- People's Daily description